# Saint-Victor-la-Rivière
Saint-Victor-la-Rivière ist eine französische Gemeinde mit 242 Einwohnern (Stand: 1. Januar 2022) im Département Puy-de-Dôme in der Region Auvergne-Rhône-Alpes (vor 2016 Auvergne). Sie gehört zum Arrondissement Issoire und zum Kanton Le Sancy (bis 2015 Besse-et-Saint-Anastaise). 

## Lage
Saint-Victor-la-Rivière liegt etwa 25 Kilometer südsüdwestlich von Clermont-Ferrand in der Limagne. Umgeben wird Saint-Victor-la-Rivière von den Nachbargemeinden Murol im Norden, Saint-Nectaire im Nordosten, Saint-Diéry im Osten und Südosten, Besse-et-Saint-Anastaise im Süden und Südwesten sowie Chambon-sur-Lac im Westen und Nordwesten.

## Bevölkerungsentwicklung
| Jahr                       | 1962 | 1968 | 1975 | 1982 | 1990 | 1999 | 2006 | 2013 |
| Einwohner                  | 238  | 218  | 180  | 183  | 199  | 216  | 219  | 241  |
| Quellen: Cassini und INSEE |      |      |      |      |      |      |      |      |

## Sport
Im Jahr 2023 führte die Tour de France auf der 10. Etappe durch Saint-Victor-la-Rivière. Auf der D5 wurde kurz nach der Ortsausfahrt mit der Côte de Saint-Victor-la-Rivière (1041 m) eine Bergwertung der 3. Kategorie abgenommen, die sich der Kolumbianer Esteban Chaves sicherte.

## Sehenswürdigkeiten
- Kirche Saint-Victor aus dem 12. Jahrhundert, seit 1962 Monument historique

## Einzelnachweise

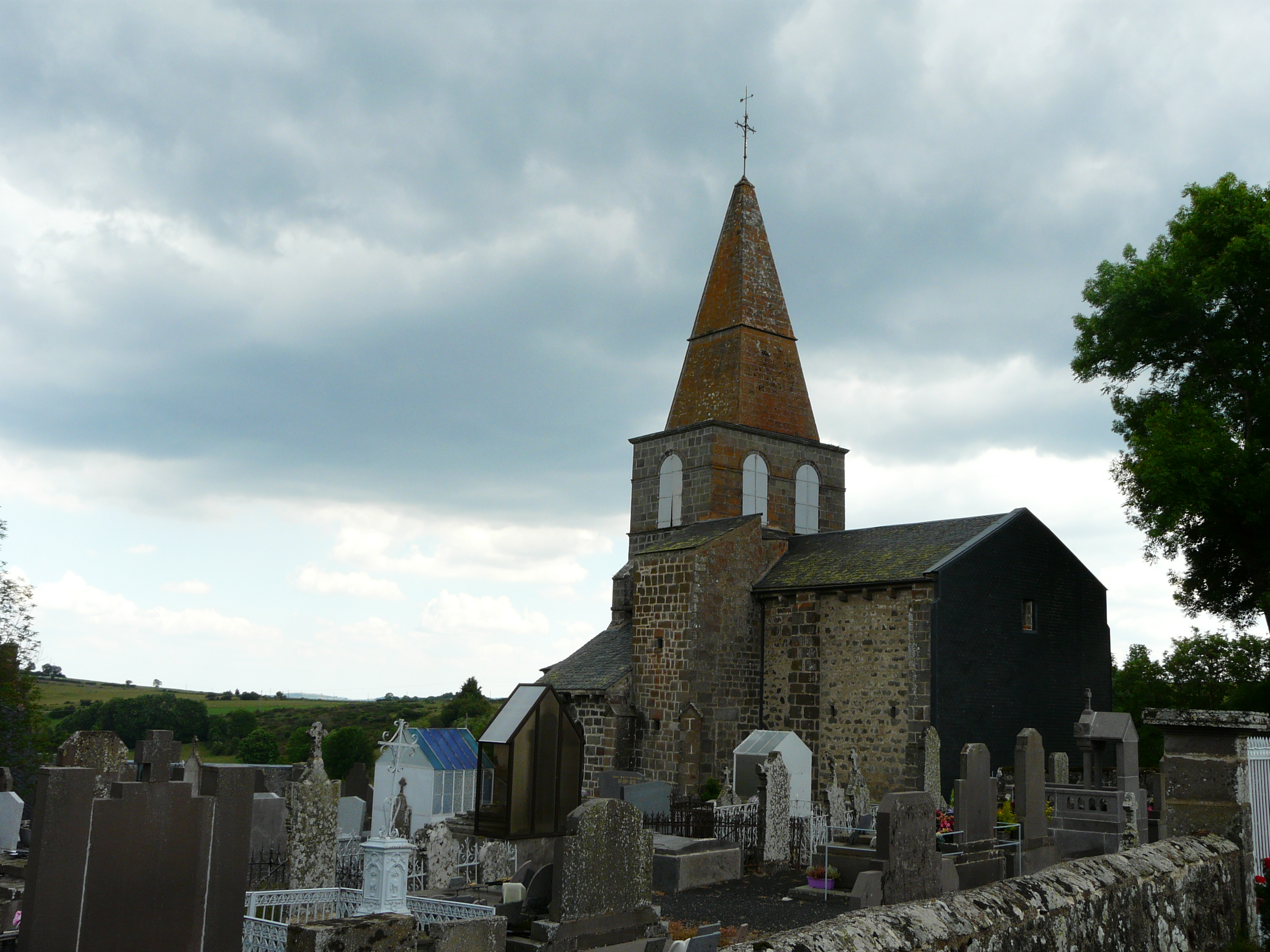
Kirche Saint-Victor